# 赤間響
赤間 響（あかま ひびき、2000年9月5日 - ）は、日本の起業家。主にTikTokをメインに扱うクリエイター事務所を運営する株式会社BUTAIを経営。

## 経歴
2000年9月5日、宮城県に生まれた。宮城県古川高等学校を経て、2019年に東北大学に入学し学習塾の経営やYouTubeチャンネルの運営を開始。その後4年生進学時に上京し株式会社MEDIXにてインターン生として従事。2022年10月に株式会社BUTAIを創業。